# Michèle André (femme politique)
Pour les articles homonymes, voir Michèle André et André.
Michèle André, née le 6 février 1947 à Saint-Jacques-d'Ambur (Puy-de-Dôme), est une femme politique française, membre du Parti socialiste. Directrice d'établissement médico-social public, elle est secrétaire d'État chargée des Droits des femmes dans le deuxième gouvernement de Michel Rocard. Elle est sénatrice du Puy-de-Dôme de 2001 à 2017. Durant son mandat, elle est élue vice-présidente du Sénat jusqu'en 2008 et présidente de la commission des Finances du Sénat de 2014 à 2017.

## Biographie

### Jeunesse et formation
Fille d'un ouvrier d'aciérie, Michèle André suit d'abord des études de droit avant de les interrompre faute de moyens financiers. Elle passe par la suite des concours pour devenir cadre hospitalier.
En 1975, elle devient directrice d'une école pour enfants sourds à Clermont-Ferrand,.

### Carrière politique

#### Débuts militants
Elle rejoint le Parti socialiste et se rapproche de Michel Rocard en 1976.
En 1977, Michèle André est nommée déléguée du Parti socialiste aux luttes des femmes pour le Puy-de-Dôme. Elle occupe cette fonction jusqu'au congrès de Metz en 1979.

#### Fonctions ministérielles
Michèle André est nommée secrétaire d'État, chargée des droits des femmes et de l'égalité des chances entre les hommes et les femmes, dans le gouvernement Michel Rocard (2), du 23 juin 1988 au 15 mai 1991.

#### Sénatrice du Puy-de-Dôme
Elle est sénatrice socialiste du Puy-de-Dôme du 23 septembre 2001 au 1er octobre 2017. Elle a été vice-présidente du Sénat jusqu'au 7 octobre 2008, date de renouvellement du bureau du Sénat. À ce titre, elle était membre de la commission des Lois constitutionnelles, de la Législation, du Suffrage universel, du Règlement et d'Administration générale.
Elle a été conseillère régionale d'Auvergne, vice-présidente du conseil général du Puy-de-Dôme et adjointe au maire de Clermont-Ferrand, ainsi que membre de l'Office parlementaire d'évaluation de la législation et du Conseil national de la montagne.
Michèle André siège à la commission des Finances du Sénat, et devient sa présidente en 2014 après que le Sénat soit redevenu majoritairement à droite. Elle est également membre de l'Assemblée parlementaire de la francophonie. Elle est également présidente du groupe interparlementaire d'amitié France-Croatie et de la délégation sénatoriale aux droits des femmes et à l'égalité des chances entre les hommes et les femmes,.

### Autres fonctions
- Conseillère générale du Puy-de-Dôme (canton de Clermont-Ferrand-Nord-Ouest) de 1989 à 1992 et de 1998 à 2015.
- Présidente de l'Association pour la gestion des assistants de sénateurs (AGAS).
- Membre de l'obédience maçonnique Droit humain, vice-présidente de la fraternelle des parlementaires au Sénat[9].